# Debercsény
Debercsény é um município da Hungria, situado no condado de Nógrád. Tem 5,43 km² de área e sua população em 2015 foi estimada em 72 habitantes.